# Drepanonema armatum
Drepanonema armatum är en rundmaskart som först beskrevs av Barrois 1875.  Drepanonema armatum ingår i släktet Drepanonema och familjen Draconematidae. Inga underarter finns listade i Catalogue of Life.